# اوسير (آيت امحند اوموسى آيت داوود)
اوسير هو دُوَّار يقع بجماعة عين تزيتونت، إقليم شيشاوة، جهة مراكش آسفي في المملكة المغربية. ينتمي الدوّار لمشيخة آيت امحند اوموسى آيت داوود التي تضم 31 دوار. يقدر عدد سكانه بـ 227 نسمة حسب الإحصاء الرسمي للسكان والسكنى لسنة 2004.

## روابط خارجية
- البوابة الوطنية للجماعات الترابية
- المندوبية السامية للتخطيط